# دلتا النيجر

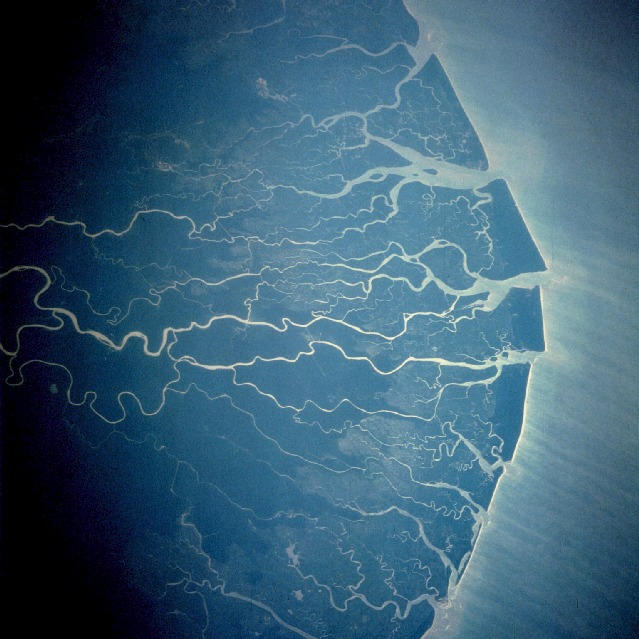
صورة فضائية لدلتا النيجر

دلتا النيجر (Niger Delta) هي منطقة الدلتا الخاصة بنهر النيجر في نيجيريا، وهي منطقة كثيفة سكانياً تسمى في بعض الأحيان بأنهار الزيوت (Oil Rivers) لأنها كانت مسبقاً منطقة منتجة لزيت النخيل بشكل كبير. كانت المنطقة تمثل المحمية البريطانية الملقبة بمحمية أنهار الزيوت البريطانية بين عامي 1885 و1893 إلى أن توسعت لتصبح بعد ذلك محمية ساحل النيجر.
يمتد دلتا النيجر لأكثر من 70000 كيلومتر مربع، مكوناً 7.5 % من المساحة الإجمالية ليابسة نيجيريا وفقاً لإحصائية الحكومة النيجيرية. تشمل المنطقة ولايات أبيا، وأكوا إيبوم، وبايلسا، وكروس ريفر، وولاية الدلتا، وولاية إدو، وإيمو، وأوندو، وريفرز. يسكنها ما يقارب الـ 20 مليون نسمة ينتمون لأكثر من 40 مجموعة عرقية، ويتحدثون 250 لهجة مختلفة. يعتمد السكان على صيد السمك والزراعة.
	تعتبر دلتا النيجر من أكثر المناطق التي تشهد قلاقل في نيجيريا. ويصفها بعض المحللين بأنها قنبلة على وشك الانفجار نتيجة الصراعات العنيفة والكوارث البيئية المصاحبة لأنشطة استخراج النفط وبسبب استشراء الفساد الحكومي.
تعتبر نيجيريا أكبر منتج للبترول في قارة أفريقيا، ويوجد في أنهار الزيوت العديد من آبار النفط. حوالي مليوي برميل يستخرج من دلتا النيجر يومياً. منذ عام 1975 تعد المنطقة مسؤولة عن 75 % من عوائد التصدير في نيجيريا.

## السكان
يقطن ولايات الدلتا ما يزيد عن 28 مليون مواطن نيجيري يشكلون حوالي 30 جماعة إثنية أهم وأكبر القبائل تلك الإثنيات في الدلتا اليوربا Yoruba والايجبو Igbo اللتان تمثلان 29% و15% علي التوالي وتنتشر قباثل الأيجبو علي الشريط الساحلي في شرق ووسط الدلتا، كما توجد جماعات اخري مثل الإيجاو Ijaw التي تمثل 10% من السكان يقطن غالبيتهم في ولاية بيالاسا والإيبيبيو Ibibio وتمثل 3% من السكان فيما عدا ذلك توجود جماعات أخرى تعد أقليات مثل الإتسيكيري Itsekiri وأوجوني Ogoni اليورهوبو Urhobo وإدو Edo وايسوكو Isokoفي الجزء الغربي من الدلتا. تقطن تلك الجماعات إقليم جغرافي تنتشر فيه المستنقعات وغابات منجروف والأنهار وو قنوات مائية وسدود رميلة وملاحات ووديان وأراضي زراعية فقيرة نسبياً لذا يعمل السكان المحليون إما في الصيد حيث يعمل بالصيد 80.000 صياد أو الزراعة ومن هنا يتوزع السكان علي الأرض الجافة وحسب طبيعة الغطاء النباتي وتوفر المياه الصالحة للشرب والري. وخاصة القبائل المتواجدة علي الشريط الساحلي مثل الإيجبو والإيبوبو وأنانج وإفك التي تعتمد جزئياً علي الصيد والزراعة في نفس الوقت. وتنحصر المزروعات في بعض المحاصيل المعيشية مثل الكسافا والبطاطا والأرز والبقول والشمام، وبعض المحاصيل النقدية مثل نخيل الزيت والمطاط ونخيل جوز الهند.
أما سكان الضفة الغربية لنهر النيجر والدلتا الغربية فيتميزون باختلافهم اللغوي والعقائدي مثل اليورهوبو والإثنيات المتحدثة بالبيني Bini وذلك نظراً لانتمائهم التاريخي للمملكة بنين حيث يرون أنفسهم كوحدة فريدة من نوعها وهم أقرب ثقافياً الي الجماعات الإثنية غرب دلتا النيجر وبعيدين تماماً عن باقي الإثنيات في ولايات الدلتا.